# Emmaüs Connect
Emmaüs Connect est une association loi de 1901 à but non lucratif et reconnue d’intérêt général, créée en 2013, qui vise à lutter contre l’exclusion numérique des personnes en situation de précarité sociale. 
Membre de la branche Action sociale et Logement de Emmaüs France, Emmaüs Connect propose, dans ses 13 points d’accueil en France métropolitaine et au sein de structures tiers, de l'équipement et des moyens de connexion à prix solidaire, ainsi que de l'accompagnement gratuit sur des compétences numériques essentielles. Emmaüs Connect forme également des acteurs sociaux aux pratiques de l'inclusion numérique à travers son organisme de formation et le réseau des Relais Numériques.

## Histoire

### La création
En février 2013, après trois années d’expérimentation, Emmaüs Connect est officiellement créé avec pour objectif de faire du numérique un levier d'insertion socio-professionnelle, et non un facteur d'exclusion. L'association lance son activité en partenariat avec l'action sociale, les collectivités territoriales et la Fondation SFR, qui s'engage à fournir plusieurs milliers de recharges prépayées téléphonie et internet à destination des publics accueillis.

### WeTechCare
En 2015, Emmaüs Connect lance WeTechCare, une association qui a pour mission de conseiller les collectivités et les opérateurs dans leurs stratégies d’inclusion numérique. L’organisation développe des services web comme Les bons clics ou ClicnJob, à destination des plus précaires.

## Emmaüs Connect aujourd’hui

### Les missions
Emmaüs Connect s'est donné 3 missions : équiper, connecter, et accompagner les publics fragiles, pour agir sur tous les aspects de la précarité numérique.
1. Équiper. Parce que l’accès à l’équipement reste un obstacle majeur pour les personnes vulnérables, Emmaüs Connect met à disposition dans ses points d’accueil des stocks variables d’équipements numériques (ordinateurs, smartphones, tablettes, téléphones basiques) reconditionnés, vendus à prix solidaire. Le matériel est collecté essentiellement auprès d’entreprises, reconditionné quand cela est nécessaire, puis mis à disposition.
2. Connecter. Les personnes mal logées et/ou non-bancarisées n’ont pas accès à des forfaits classiques et doivent régulièrement acheter des cartes prépayées à des tarifs très élevés. C’est pourquoi Emmaüs Connect propose, avec le soutien de SFR, des cartes prépayées téléphonie/internet à prix solidaire. Sont également proposés des rendez-vous de conseil, pour choisir un forfait, ou de médiation pour régler un éventuel conflit avec un opérateur.
3. Accompagner. Emmaüs Connect organise gratuitement, dans ses points d’accueil et hors de ses murs, des ateliers d’initiation (collectifs) et des permanences connectées (individuelles) pour transmettre des compétences essentielles. Via son organisme de formation, l’association forme également chaque année des centaines de professionnels du secteur social aux techniques d’inclusion numérique, pour leur permettre d’accompagner eux-mêmes leurs publics.

Fin 2023, l’association avait accompagné plus de 170 000 bénéficiaires et formé 16 000 professionnels de l'action sociale.

### La collecte et le reconditionnement de matériel informatique
En novembre 2020, Emmaüs Connect lance une nouvelle plateforme baptisée  LaCollecte.tech  qui permet aux entreprises de faire don de leur matériel informatique inutilisé. Les équipements collectés sont remis en état par des reconditionneurs solidaires (Ateliers du Bocage, ARES, Trira...) afin d’être vendus à prix solidaires à des personnes en situation de précarité sociale et numérique.

### L'implantation géographique
Début 2022, l’association disposait de 13 points d’accueil répartis dans 10 villes de France métropolitaine : Bordeaux, Créteil, Grenoble, Lille, Lyon, Marseille (2 espaces), Paris (3 espaces), Roubaix, Saint-Denis et Strasbourg. L'association agit également en dehors de ses points d'accueil, au sein de structures sociales partenaires dans 7 départements : Aisne, Ardennes, Essonne, Indre, Loiret, Marne, Pas-de-Calais, ainsi que dans l'agglomération de Toulouse.
L’association cherche à essaimer son action en travaillant notamment à « des modalités d’interventions plus agiles ». Depuis novembre 2020, l'association propose aux structures sociales qui le souhaitent de devenir Relais Numériques Emmaüs Connect, pour faire bénéficier leurs publics en difficulté de recharges mobile et internet et d'accompagnement numérique directement au sein de leurs établissements.

### Connexion d'urgence
En mars 2020, à l'occasion de la crise du Covid-19, l’association lance le programme « Connexion d’urgence » avec pour objectif de connecter au plus vite les exclus du numérique et minimiser les contre-coups des confinements, en particulier pour les enfants coupés de l'école, les étudiants et les personnes en grande précarité.